# NGC 1094
NGC 1094 este o astronomical radio source⁠(d) situată în constelația Balena. A fost descoperită în 7 noiembrie 1785 de către William Herschel. Se află la o distanță de 55,46 de megaparseci de Pământ.